# Digosville
Digosville település Franciaországban, Manche megyében. Lakosainak száma 1665 fő (2022. január 1.). Digosville Bretteville, Gonneville-le-Theil, Le Mesnil-au-Val és Cherbourg-en-Cotentin községekkel határos.

## Népesség
A település népességének változása:
| Lakosok száma | 569  | 879  | 1338 | 1546 | 1511 | 1511 | 1546 | 1598 | 1623 | 1665 |
|               | 1968 | 1982 | 1990 | 2006 | 2013 | 2015 | 2017 | 2019 | 2020 | 2022 |